# Marte Gjefsen
Marte Høie Gjefsen (Lillehammer, 6 de marzo de 1989) es una deportista noruega que compitió en esquí acrobático, especialista en la prueba de campo a través. Consiguió una medalla de oro en los X Games de Invierno.

## Medallero internacional
| \| X Games de Invierno \| X Games de Invierno \| X Games de Invierno \| X Games de Invierno \| \| Año \| Lugar \| Medalla \| Prueba \| \| ------------------- \| ---------------------- \| ------------------- \| ------------------- \| \| 2012 \| Aspen (Estados Unidos) \| Medalla de oro \| Campo a través \| |                        |                |                |
| X Games de Invierno |                        |                |                |
| Año | Lugar                  | Medalla        | Prueba         |
| 2012 | Aspen (Estados Unidos) | Medalla de oro | Campo a través |